# Colocasieae
Colocasieae, biljni rod  iz porodice kozlačevki, dio potporodice Aroideae. Postoji sedam rodova od kojih je tipičan Colocasia iz jugoistočne i južne Azije

## Rodovi
1. Englerarum Nauheimer & P. C. Boyce (1 sp.)
2. Ariopsis Nimmo (3 spp.), Azija
3. Colocasia Schott (17 spp.), Azija
4. Remusatia Schott (4 spp.), Azija, Afrika, Australija
5. Steudnera K. Koch (10 spp.), Azija
6. Leucocasia Schott (2 spp.), Azija
7. Alocasia (Schott) G. Don (90 spp.), Azija, Australija
8. Vietnamocasia N. S. Lý, S. Y. Wong & P. C. Boyce (1 sp.), Vijetnam